# تامارا چینارووا
تامارا چینارووا (ارمنی: Թամարա Չինարովա Ֆինչ؛ روسی: Тамара Чинарова؛ ۱۸ ژوئیهٔ ۱۹۱۹ – ۳۱ اوت ۲۰۱۷) رقصنده باله و مترجم ارمنی‌تبار اهل فرانسه-استرالیا بود. وی بین سال‌های ۱۹۳۰ تا ۱۹۴۶ به عنوان بالرین و بین سال‌های ۱۹۵۸ تا ۲۰۰۷ به عنوان پدیدآور فعالیت می‌نمود.

## زندگی‌نامه
وی در ۱۸ ژوئیهٔ ۱۹۱۹ در بیلهورود-دنیستروفسکیی از پدری اوکراینی‌گرجی‌تبار و روزنامه‌نگار و از مادری ارمنی‌تبار و پرستار به دنیا آمد. پدربزرگ مادری‌اش، کریستاپور چیناریان یک ملاک ارمنی که از نجات‌یافتگان کشتار حمیدیه توسط امپراتوری عثمانی بود. در سال ۱۸۹۵ چیناریان به بیسارابیا گریخت جایی که وی نام‌خانوادگی روسی‌شده چیناروف را برای خویش برگزید. وی با یک زن اوکراینی ازدواج نمود.
مادرش آنا در رشته پرستاری تحصیل‌نمود و در جریان جنگ جهانی اول در نهضت بین‌المللی صلیب سرخ و هلال احمر خدمت نمود. آنجا وی با یک سروان اوکراینی گرجی‌تبار به نام Yevsevy Rekemchuk آشنا شد و در سال ۱۹۱۸ با وی ازدواج نمود. .

## درگذشت
وی در ۳۱ اوت ۲۰۱۷ در سن ۹۸ سالگی در مالاگا درگذشت.